# Dambya
Pour le woreda actuel, voir Dembiya (woreda).
Dambya (Guèze ደምብያ dambyā, que l'on trouve aussi sous les orthographes également Dembea, Dembya, Dambiya, etc.) est une province historique d'Éthiopie, située au nord du Lac Tana. Elle a été incorporée à la province de Bégemder (qui comprenait auparavant seulement les terres situées à l'est du Lac Tana) sous le règne de l'Empereur Hailé Sélassié, et devint en 1996 une woreda de la région Amhara.
Dambya était également l'autre nom du Lac Tana, aussi appelé "Tsana" dans les textes anciens.